# Milan Munclinger
Milan Munclinger (ur. 3 lipca 1923 w Koszycach, zm. 30 marca 1986 w Pradze) – czeski flecista i dyrygent.

## Życiorys
Uczył się prywatnie u Aloisa Háby, następnie studiował w Konserwatorium Praskim i na Akademii Sztuk Scenicznych, gdzie jego nauczycielami byli m.in. Metod Doležil, Pavel Dědeček, Václav Talich i Karel Ančerl. Podczas II wojny światowej występował jako flecista z Gewandhausorchester w Lipsku oraz we Wrocławiu. W latach 1945–1951 studiował ponadto muzykologię na Uniwersytecie Karola. Uzupełniające studia muzyczne odbył w Nicei u Jeana-Pierre’a Rampala, był też uczestnikiem Międzynarodowych Letnich Kursów Nowej Muzyki w Darmstadcie.
Debiutował jako dyrygent w 1948 roku. W 1951 roku założył zespół Ars Ridiviva, specjalizujący się w wykonawstwie muzyki okresu baroku i klasycyzmu. Jako flecista wykonywał też muzykę współczesną. Prowadził ponadto działalność jako edytor, pedagog i krytyk oraz popularyzator wiedzy o muzyce, prowadził program telewizyjny Cesty k J. S. Bachovi. Dokonał kilkudziesięciu nagrań płytowych dla wytwórni m.in. Supraphon i Sony.